# Маседоан (1927 – 1938)
Вижте пояснителната страница за други значения на Маседоан.
„Маседоан“ (на френски: La Macédoine) с подзаглавие Седмичен политически вестник e български политически седмичник, орган на Централния комитет и Задграничното представителство на Вътрешната македонска революционна организация, излизал на френски език от 1927 до 1938 година. Вестникът е под контрола на крилото на Иван Михайлов.
| Годишнина | Броеве    | Дата                            |
| --------- | --------- | ------------------------------- |
| I         | 1 – 52    | 13 юни 1927 – юни 1928          |
| II        | 53 – 104  | 15 юни 1928 – 7 юни 1929        |
| III       | 105 – 145 | 14 юни 1929 – 13 юни 1930       |
| IV        | 146 – 177 | 27 юни 1930 – 3 юли 1931        |
| V         | 178 – 200 | 25 септември 1931 – 30 юни 1932 |
| VI        | 201 – 208 | 1 февруари 1933 – 11 юли 1933   |
| VII       | 209 – 221 | 6 октомври 1933 – 6 май 1934    |
| VIII      | 222 – 223 | юли 1937 – септември 1937       |
| IХ        | 224 – 226 | януари 1938 – август 1938       |

От 24 брой подзаглавието му е Седмичен политически вестник. Информации върху балканските въпроси. Орган на македонското освободително движение. Вестникът излиза в четвъртък, от 189 брой – два пъти в месеца, а от 222 – с неопределена периодичност. Редактор е Симеон Евтимов до убийството му на 31 декември 1933 година. От брой 201 главен редактор е Димитър Цилев, а от 222 е в ръцете на редакционен комитет.
Вестникът излиза в Женева и се печата в печатниците „А. Ливрон“ и „Вилар – Рабо“. VI и VII годишнина се издава в София поради финансови трудности и се печата в печатниците „Полиграфия“ и „Стопанско развитие“. Броеве 110 – 221 са с текстове и на немски и на английски език. Мотото на вестника е „Македония за македонците“.